# Esquirol llistat de Buller
L'esquirol llistat de Buller (Neotamias bulleri) és una espècie de rosegador de la família dels esciúrids. És endèmic de Mèxic (Durango, Jalisco i Zacatecas), on viu a altituds d'entre 2.400 i 2.610 msnm. S'alimenta de flors, llavors i altres tipus de matèria vegetal. El seu hàbitat natural són les pinedes de muntanya. Està amenaçat per la tala intensiva d'arbres.
Aquest tàxon fou anomenat en honor del col·leccionista d'animals Audley Cecil Buller.